# Jakub Stec
Jakub Stec (* 15. Februar 2005) ist ein polnischer Fußballspieler, der hauptsächlich im defensiven Mittelfeld spielt.

## Karriere

### Verein
Stec begann seine Karriere bei Sokół Kolbuszowa, bevor er im Februar 2023 zum Verein Puszcza Niepołomice wechselte. Dort spielt er seitdem in der Saison 2023/24 in der Ekstraklasa. Sein Debüt als Profi machte er am 29. Juli 2023 gegen Jagiellonia Białystok, welches Spiel mit 1:4 verloren wurde.

### Nationalmannschaft
Stec debütierte am 13. Juni 2023 für die polnische U18-Nationalmannschaft. Er hat bisher zwei Spiele für diese Mannschaft bestritten.